# Michael Matthews (Radsportler)
Michael James Matthews (* 26. September 1990 in Canberra) ist ein australischer Radrennfahrer. Er gilt als sprintstarker Allrounder.

## Karriere
Michael Matthews wurde 2006 australischer Meister im Straßenrennen der Jugendklasse. In der Saison 2008 gewann er in der Juniorenklasse zwei Etappen der Tre Ciclistica Bresciana, ein Teilstück des Grand Prix Général Patton und war bei einer Etappe der Tour of the Murray River erfolgreich. Zudem wurde er australischer Vize-Meister der Junioren in der Mannschaftsverfolgung auf der Bahn. Im Jahr darauf gewann er bei den Ozeanienmeisterschaften in Australien die Silbermedaille im Einzelzeitfahren der U23-Klasse.
Ab September 2009 fuhr Matthews für das Team Jayco-AIS. Im November konnte er bei den Ozeanienmeisterschaften in Invercargill den Meistertitel im Zeitfahren sowie im Straßenrennen der U23-Klasse erringen. 2010 wurde er U23-Weltmeister im Straßenrennen und gewann zudem die Gesamtwertung der UCI Oceania Tour.
Im Jahr 2011 wechselte Matthews zum niederländischen ProTeam Rabobank. In seinem ersten Jahr bei diesem Team erreichte er mit seinem Etappensieg bei der Tour Down Under zum ersten Mal einen Sieg bei der UCI WorldTour.
Nach zwei Jahren bei Rabobank unterschrieb er einen Vertrag beim australischen Orica GreenEdge-Team. Bei der Vuelta a España 2013 siegte er im Massensprint auf der fünften Etappe und entschied die 21. und letzte Etappe für sich. 2014 gewann er eine dritte Etappe der Spanien-Rundfahrt. Im Jahr darauf gewann Matthews die dritte Etappe des Giro d’Italia sowie gemeinsam mit seinem Team Orica GreenEdge das Mannschaftszeitfahren. Bei der Tour de France 2016 gewann er die zehnte Etappe im Sprint. 2015 wurde Michaels Matthews im US-amerikanischen Richmond Vize-Weltmeister hinter dem Slowaken Peter Sagan. Bei den Straßenweltmeisterschaften in Doha ein Jahr später gewann sein Team die Bronzemedaille im Mannschaftszeitfahren.
Nach vier Jahren bei Orica GreenEdge wechselte Matthews 2017 zum deutschen Team Sunweb (ehemals Giant-Alpecin).

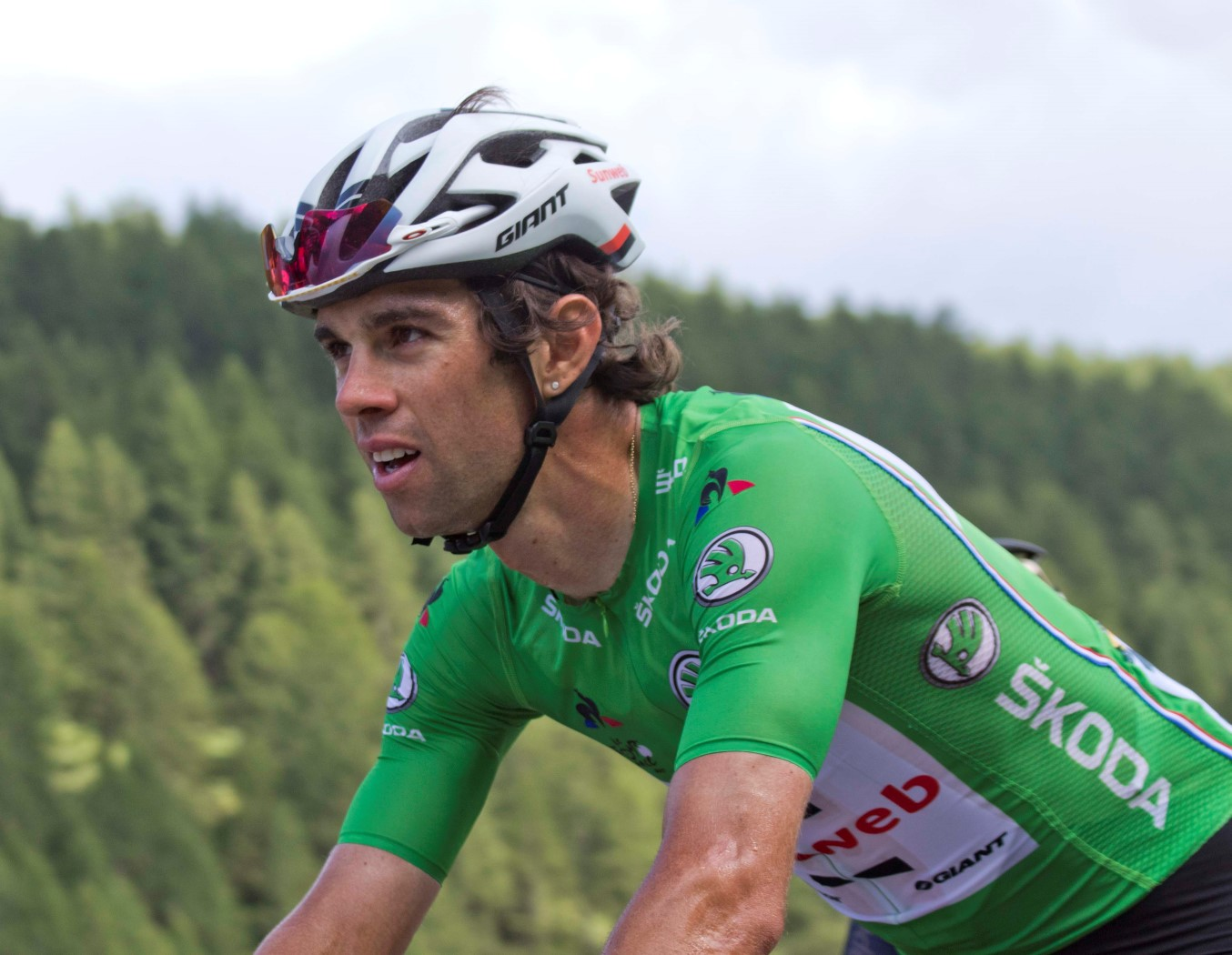
Michael Matthews im Grünen Trikot bei der Tour de France 2017

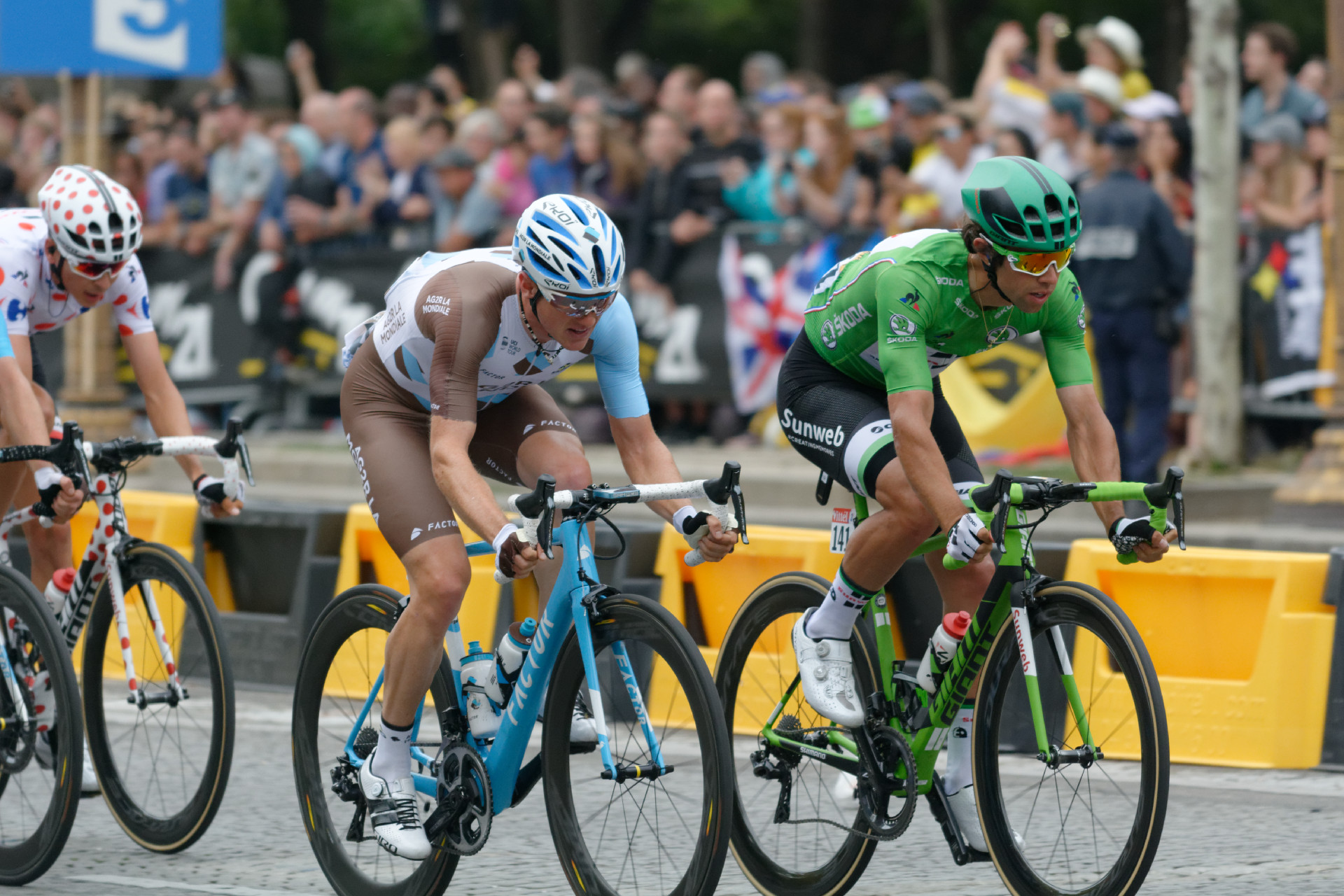
Matthews auf der 21. Etappe der Tour de France 2017

Bis Februar 2017 errang Matthews insgesamt 25 Siege bei UCI-Rennen, darunter Etappensiege bei der Vuelta a Murcia (2011), der Tour de Slovénie, der Tour of Utah (2012 und 2013), bei Paris–Nizza (2015), der Tour de Suisse (2015 und 2017) und der Tour of Alberta (2015). Unter anderen gewann er die Rennen Rund um Köln (2011), die Clásica de Almería (2012) und zweimal die Vuelta a La Rioja (2014 und 2016). Bei der Tour de France 2017 gewann er 2 Etappen, die 14. Etappe nach Rodez und die 16. Etappe nach Romans-sur-Isère. Zudem gewann er auch das Grüne Trikot, nachdem der zuvor Führende Marcel Kittel gestürzt war. Am Ende der Saison errang Matthews mit seinem Team den Weltmeistertitel im Mannschaftszeitfahren und gewann Bronze im Straßenrennen. Am Ende des Jahres wurde er Radsportler des Jahres in Australien.
2018 gewann der Australier den Prolog bei der Tour de Romandie. Bei der Tour de France musste er vor dem Start der 5. Etappe krankheitsbedingt aufgeben. Im weiteren Verlauf der Saison gelang Matthews bei der BinckBank Tour der Sieg der letzten Etappe und rückte sogar in der Gesamtwertung mit fünf Sekunden Rückstand auf Platz 2. Später gewann er durch den Sieg des Grand Prix Cycliste de Québec sein erstes Eintagesrennen auf WorldTour-Level, zwei Tage danach war er auch beim Grand Prix Cycliste de Montréal erfolgreich.
In der Saison 2019 gewann Mathews zwei Etappen der Katalonien-Rundfahrt und wiederholte seinen Vorjahreserfolg beim Grand Prix Cycliste de Québec. 2020 wurde er trotz eines Sturzes Dritter bei Mailand-San Remo. Einige Wochen später gewann er im Sprint des Vorderfelds die Bretagne Classic - Ouest-France. Zuvor wurde bereits bekannt, dass sein Team Sunweb Mathews nicht für die in den Spätsommer verschobene Tour de France 2020 nominierte und er stattdessen den ebenfalls verschobenen Giro d’Italia 2020 bestreiten solle, worauf der Vertrag einvernehmlich zum Saisonende aufgelöst wurde und er sich zu Saisonbeginn 2021 von Mitchelton-Scott verpflichten ließ. Aufgrund eines positiven Tests auf SARS-CoV-2 musste Mathews den Giro d’Italia 2020 vor der 10. Etappe abbrechen.
2021 blieb Matthews trotz zahlreicher Top-10-Platzierungen sieglos. Sein nächster Erfolg kam in Sprint zu Beginn der Katalonien-Rundfahrt 2022, wo er vor Sonny Colbrelli gewann; letzterer brach nach dem Ziel zusammen und musste seine Karriere in der Folge beenden. Auf der 14. Etappe der Tour de France 2022 war Matthews Teil einer Ausreißergruppe und lieferte sich auf dem langen Schlussanstieg ein wechselhaftes Duell mit Alberto Bettiol, das er am Ende für sich entscheiden konnte. Bald darauf verlängerte sein Team den Vertrag bis Ende 2025. Bei den Weltmeisterschaften vor Heimpublikum in Wollongong kam Matthews mit dem Hauptfeld zwei Minuten nach dem Sieger ins Ziel und holte im Sprint um die verbliebenen Medaillen Bronze.
Zu Beginn der Saison 2023 holte Matthews die Punktewertung in der australischen Tour Down Under. Im Frühjahr verhinderten eine Corona-Infektion und mehrere Stürze mit Verletzungen nennenswerte Resultate. In der 3. Etappe des Giro d’Italia schlug er im Sprint Mads Pedersen und erzielte so seinen einzigen Saisonsieg.
In der Saison 2024 wurde Matthews beim Monument Mailand-Sanremo im Sprint Zweiter hinter Jasper Philipsen. Bei der Flandern-Rundfahrt überquerte er den Zielstrich im Sprint der Verfolger hinter dem Solosieger Mathieu van der Poel als Dritter, wurde jedoch wegen Behinderung anderer Fahrer auf den letzten Rang seiner Gruppe, Platz 11, relegiert. Bei der Tour de France 2024 blieb er nach eigenen Worten ohne zufriedenstellende Resultate. Bei seiner ersten Olympia-Teilnahme kam er im Straßenrennen auf den 15. Platz.

## Trivia
Wegen seiner Vorliebe für Piercings und Schmuck hat Michael Matthews in Australien den Spitznamen „Bling“ erhalten.

## Erfolge
2009

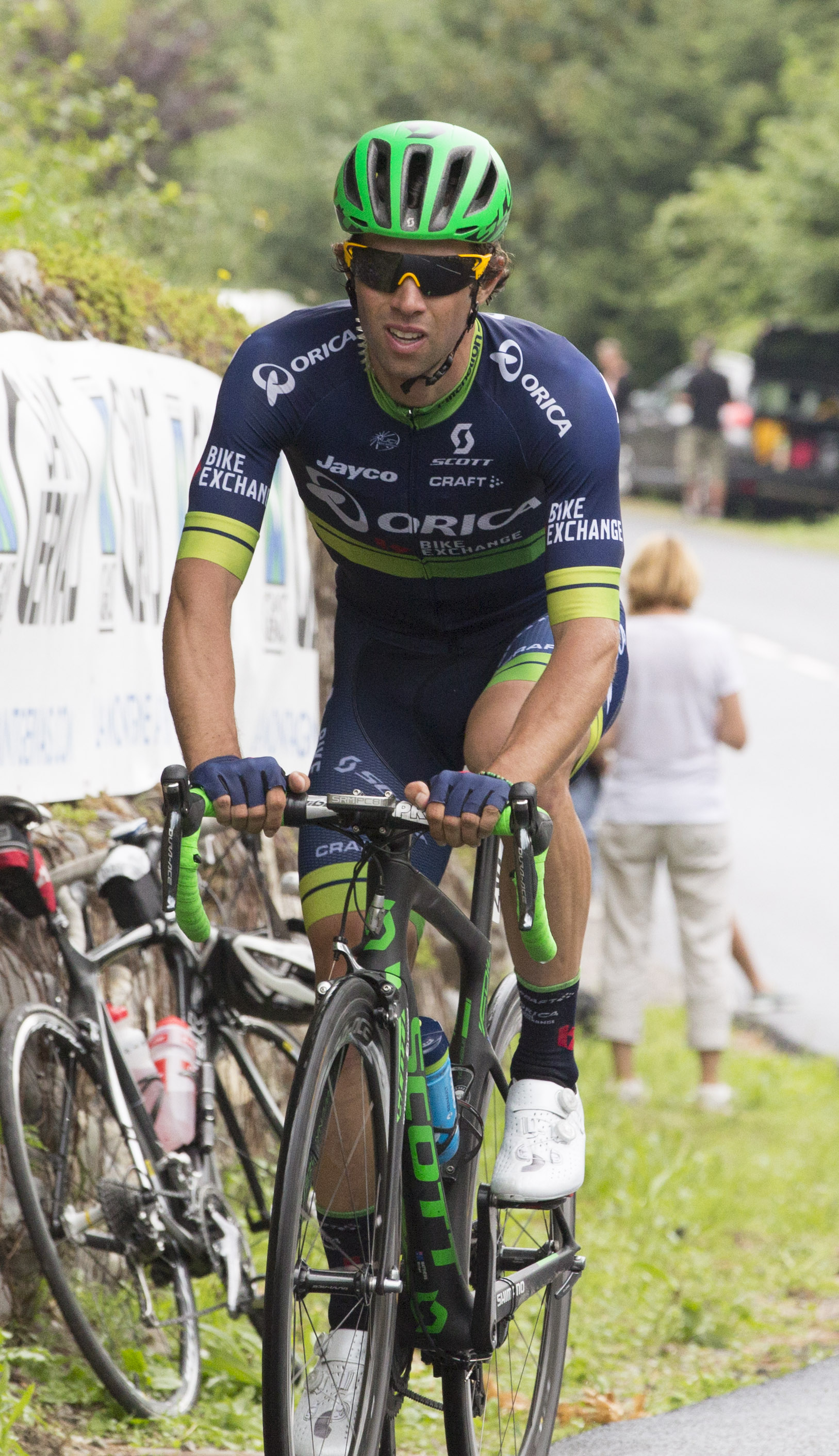
Matthews bei der Tour de France 2016

- Ozeanienmeisterschaft – Einzelzeitfahren (U23)

2010
- Ozeanienmeister – Einzelzeitfahren (U23)[2]
- Ozeanienmeister – Straßenrennen (U23)[2]
- eine Etappe Tour of Wellington
- zwei Etappen Tour de Langkawi
- eine Etappe Tour of Japan
- zwei Etappen Ringerike Grand Prix
- Mannschaftszeitfahren Thüringen-Rundfahrt
- Weltmeister – Straßenrennen (U23)
- Gesamtwertung UCI Oceania Tour

2011
- eine Etappe Tour Down Under
- eine Etappe Vuelta a Murcia
- Rund um Köln

2012
- Clásica de Almería
- eine Etappe Tour of Utah

2013
- zwei Etappen Tour of Utah
- zwei Etappen Vuelta a España

2014
- Vuelta a La Rioja
- eine Etappe Vuelta ciclista al País Vasco
- eine Etappe und Mannschaftszeitfahren Giro d’Italia
- eine Etappe Tour de Slovénie
- eine Etappe Vuelta a España

2015
- eine Etappe und  Punktewertung Paris–Nizza
- eine Etappe Vuelta ciclista al País Vasco
- eine Etappe und Mannschaftszeitfahren Giro d’Italia
- eine Etappe Tour de Suisse
- eine Etappe Tour of Alberta
- Weltmeisterschaft – Straßenrennen

2016
- Prolog, eine Etappe und  Punktewertung Paris–Nizza
- Vuelta a La Rioja
- eine Etappe Tour de France
- Weltmeisterschaft – Mannschaftszeitfahren

2017
- eine Etappe Vuelta ciclista al País Vasco
- eine Etappe Tour de Suisse
- zwei Etappen und  Punktewertung Tour de France
- Weltmeister – Mannschaftszeitfahren
- Weltmeisterschaft – Straßenrennen

2018
- Prolog Tour de Romandie
- eine Etappe BinckBank Tour
- Grand Prix Cycliste de Québec
- Grand Prix Cycliste de Montréal
- Weltmeisterschaft – Mannschaftszeitfahren

2019
- zwei Etappen und Punktewertung Katalonien-Rundfahrt
- Grand Prix Cycliste de Québec

2020
- Bretagne Classic - Ouest-France

2022
- eine Etappe Katalonien-Rundfahrt
- Punktewertung Tour de Suisse
- eine Etappe Tour de France
- Weltmeisterschaft – Mannschaftszeitfahren
- Weltmeisterschaft – Straßenrennen

2023
- Punktewertung Tour Down Under
- eine Etappe Giro d’Italia

2024
- Gran Premio Castellón–Ruta de la Cerámica
- Grand Prix Cycliste de Québec
- Weltmeister – Mixed-Staffel

2025
- Eschborn–Frankfurt

## Wichtige Platzierungen
| Grand Tour            | 2011 | 2012 | 2013 | 2014 | 2015 | 2016 | 2017 | 2018 | 2019 | 2020 | 2021 | 2022 | 2023 | 2024 | 2025 |
| --------------------- | ---- | ---- | ---- | ---- | ---- | ---- | ---- | ---- | ---- | ---- | ---- | ---- | ---- | ---- | ---- |
| Giro d’ItaliaGiro     | –    | –    | –    | DNF  | DNF  | –    | –    | –    | –    | DNF  | –    | –    | 63   | –    |      |
| Tour de FranceTour    | –    | –    | –    | –    | 152  | 110  | 69   | DNF  | 67   | –    | 79   | 77   | –    | 89   |      |
| Vuelta a EspañaVuelta | –    | –    | 110  | 75   | –    | –    | –    | –    | –    | –    | 70   | –    | –    | –    |      |

| Weltmeisterschaft        | 2011 | 2012 | 2013 | 2014 | 2015 | 2016 | 2017 | 2018 | 2019 | 2020 | 2021 | 2022 | 2023 | 2024 | 2025 |
| ------------------------ | ---- | ---- | ---- | ---- | ---- | ---- | ---- | ---- | ---- | ---- | ---- | ---- | ---- | ---- | ---- |
| StraßenrennenStraße      | –    | DNF  | DNF  | 14   | 2    | 4    | 3    | –    | 24   | 7    | 25   | 3    | DNF  | DNF  |      |
| EinzelzeitfahrenEZF      | –    | –    | –    | –    | –    | –    | –    | –    | –    | –    | –    | –    | –    | –    |      |
| MannschaftszeitfahrenMZF | –    | –    | –    | –    | 4    | 3    | 1    | 2    | –    | –    | –    | 3    | 6    | 1    |      |

| Monument                 | 2011 | 2012 | 2013 | 2014 | 2015 | 2016 | 2017 | 2018 | 2019 | 2020 | 2021 | 2022 | 2023 | 2024 | 2025 |
| ------------------------ | ---- | ---- | ---- | ---- | ---- | ---- | ---- | ---- | ---- | ---- | ---- | ---- | ---- | ---- | ---- |
| Mailand–Sanremo          | 107  | –    | –    | 78   | 3    | 59   | 12   | 7    | 12   | 3    | 6    | 4    | –    | 2    | 4    |
| Flandern-Rundfahrt       | –    | –    | –    | –    | –    | –    | –    | –    | 6    | –    | 21   | 11   | DNF  | 11   | 13   |
| Paris–Roubaix            | –    | –    | –    | –    | –    | –    | –    | –    | –    | –    | –    | –    | –    | –    | –    |
| Lüttich–Bastogne–Lüttich | –    | –    | 128  | –    | –    | –    | 4    | 63   | 35   | –    | 19   | DNF  | –    | 11   | –    |
| Lombardei-Rundfahrt      | –    | –    | –    | –    | –    | –    | DNF  | DNF  | –    | –    | –    | –    | –    | –    |      |